# Lewellen
Lewellen è un comune degli Stati Uniti d'America, situato nello Stato del Nebraska, nella Contea di Garden.